# تشارلز ريتشموند غلوفر
تشارلز ريتشموند غلوفر (بالإنجليزية: Charles Richmond John Glover)‏ هو سمسار وصيدلي ومسير أعمال وكاتب غير روائي وسياسي أسترالي وبريطاني (وحمل سابقاً جنسية المملكة المتحدة لبريطانيا العظمى وأيرلندا)، ولد في 3 مايو 1870 في المملكة المتحدة، وتوفي في 27 أكتوبر 1936 في جنوب أستراليا في أستراليا بسبب سرطان.

## مناصب
- انتخب Member of the Corporation of the City of Adelaide ‏.
- انتخب Lord Mayor of Adelaide ‏ (1930 – 1933).
- انتخب Lord Mayor of Adelaide ‏ (1923 – 1925).
- انتخب Lord Mayor of Adelaide ‏ (1917 – 1919).